# Adrian Iorgulescu
Adrian Iorgulescu (født 6. juli 1951 i Bukarest, Rumænien) er en rumænsk komponist, professor, lærer og politiker.
Iorgulescu studerede komposition på Musikkonservatoriet i Bukarest (1970-1975). Han har skrevet 4 symfonier, orkesterværker, koncertmusik, kammermusik, operaer, 4 strygekvartetter, korværker etc. Han har været professor og lærer i komposition på National University of Music i Bukarest fra (1990), og var politiker og medlem af partiet National Liberal Party, hvor han var kulturminister (2005-2008).

## Udvalgte værker
- 4 Symfonier - for orkester
- 4 Strygekvartetter